# The Universal
«The Universal» —en español: «Lo universal»— es una canción de la banda inglesa de rock alternativo Blur y aparece en su cuarto álbum de estudio, The Great Escape (1995). Fue lanzado el 13 de noviembre de 1995 como el segundo sencillo de ese álbum, ubicándose en el número cinco en la UK Singles Chart y en el número 12 tanto en Islandia como en Irlanda.
De acuerdo con el tema de ciencia ficción de la canción, la portada del sencillo es una alusión a la toma de apertura de 2001: A Space Odyssey, y el video musical es un tributo a la película A Clockwork Orange, con la banda vestida con trajes similares a Alex y sus droogs. Ambas películas fueron dirigidas por Stanley Kubrick.

## Video musical
Un video musical de la canción fue dirigido por Jonathan Glazer. La banda se presenta imitando las escenas iniciales de la película de 1971 A Clockwork Orange, en el bar de leche. Los integrantes de la banda como los cuasi-Droogs, con Damon Albarn usando un delineador de ojos similar al personaje Alex DeLarge. Actúan en el bar vestidos completamente de blanco. Aunque la banda no se involucra en su habitual comportamiento vibrante en el escenario, Damon Albarn con frecuencia se vuelve hacia la cámara y ofrece una sonrisa astuta y torcida. Graham Coxon pasa la mayor parte del video sentado contra la pared, mientras toca su guitarra. También pasan algún tiempo durante el video sentados en una mesa, mirando a las personas que los rodean.
Los clientes del bar se componen de diferentes grupos; un macho con dos hembras se besan abiertamente. El hombre tiene pintalabios por toda la cara; una mujer solitaria entretiene a sus compañeros de trabajo explotando su interés sexual en ella; dos hombres, uno identificado como un 'hombre rojo' (vestido completamente de rojo) que solía ser 'azul', mantienen una conversación forzada (subtitulada); otros dos hombres, uno de ellos con un collar de vicario, se emborrachan cada vez más con los cócteles, riendo cada vez más histéricamente hasta que el clérigo le dice a su amigo algo de lo que el espectador no está al tanto, lo que hace que su amigo se retire en un silencio atónito (un dispositivo similar al usado en el video promocional de Radiohead para la canción "Just" en el mismo año). También hay dos ancianos que hacen algunos comentarios (nuevamente subtitulados) maravillados con la escena. Desenfoque y luego camine por el pasillo para salir del edificio. Damon Albarn los detiene, luego el clérigo se acerca para besar a su amigo. También hay escenas en el exterior, que muestran edificios de gran altura, donde la gente está reunida alrededor de un altavoz de pelota de golf en lo alto de un techo, escuchando.
El altavoz con forma de pelota de golf que aparece en el video se vendió en una subasta benéfica en 1999.

## Lista de canciones
Toda la música fue compuesta por Albarn, Coxon, James y Rowntree. Todas las letras fueron compuestas por Albarn.
- CD 1

1. «The Universal»
2. «Ultranol»
3. «No Monsters in Me»
4. «Entertain Me» (Live It! Remix)

- CD 2  "The Universal II - Live at the Beeb"

1. «The Universal»
2. «Mr Robinson's Quango» (en vivo)
3. «It Could Be You» (en vivo)
4. «Stereotypes» (en vivo)

- 7" y Casete

1. «The Universal»
2. «Entertain Me» (Live It! Remix)

- CD Japonés

1. «The Universal»
2. «It Could Be You» (en vivo)
3. «Stereotypes» (en vivo)
4. «Entertain Me» (Live It! Remix)

## Usos en la cultura popular
- La canción fue utilizada durante la clausura montaje de imágenes de la Copa Mundial Rugby 2003 de ITV.
- La canción ha sido utilizada en los anuncios de televisión para Gas británico desde 2009 (aunque nunca volvió a entrar en el top 40).
- La canción fue utilizada en un anuncio de 2002 para el Chrysler Concorde.[6]
- La canción fue utilizada en un anuncio de VH1 Latinoamérica.
- La canción apareció en el episodio "I Don't" de la serie animada de MTV Daria.
- La canción apareció en un episodio de la comedia dramática de Channel 4 My Mad Fat Diary en 2013.
- La cantante irlandesa Lucy O'Byrne lanzó una portada y un videoclip como parte de su primer álbum en 2016.
- La canción apareció en un episodio de la comedia de Apple TV+ Ted Lasso.

## Listas

### Listas semanales
| Lista (1995-1996)                  | Posición |
| ---------------------------------- | -------- |
| Europe (Eurochart Hot 100)         | 31       |
| Iceland (Íslenski Listinn Topp 40) | 12       |
| 12                                 | 12       |
| 5                                  | 5        |
| 55                                 | 55       |
| 5                                  | 5        |

### Listas de fin de año
| Lista (1995)     | Posición |
| ---------------- | -------- |
| UK Singles (OCC) | 86       |